# Hartman (geslacht)

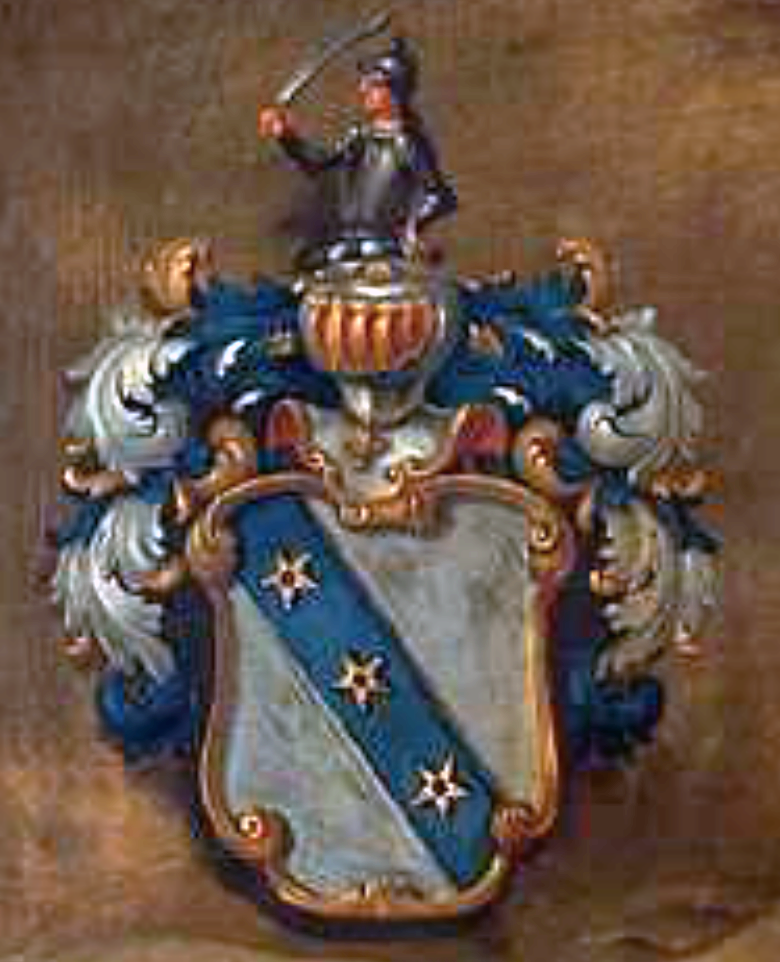
Familiewapen Hartman (detail van schilderij "Drie overlieden van het Chirurgijnsgilde" door Cornelis Troost)

Hartman (ook: Del Campo Hartman) is de naam van een Nederlands geslacht, dat in 1912 werd opgenomen in het Nederland's Patriciaat

## Familiewapen
Het Hartman familiewapen wordt als volgt beschreven in het Nederlands Patriciaat: "In zilver een blauwe rechterschuinbalk beladen met drie gouden vijfpuntige sterren. Helmteken: een uitkomende zilver-geharnaste ridder, het harnas met goud afgezet, een zilveren zwaard met gouden gevest in de opgeheven rechterhand, de linkerhand in de heup. Dekkleden: zilver en blauw.”. Het Hartman wapen is in Amsterdam terug te vinden in afbeeldingen van de Leden van het Amsterdamse Chirurgijnsgilde. Bekend zijn het wapen van Hartmanus Hartman in het middelste glasraam van het Chirurgijnsgilde-torentje en dat van Hans en Isaack Hendricksz Hartman in de Waag. 

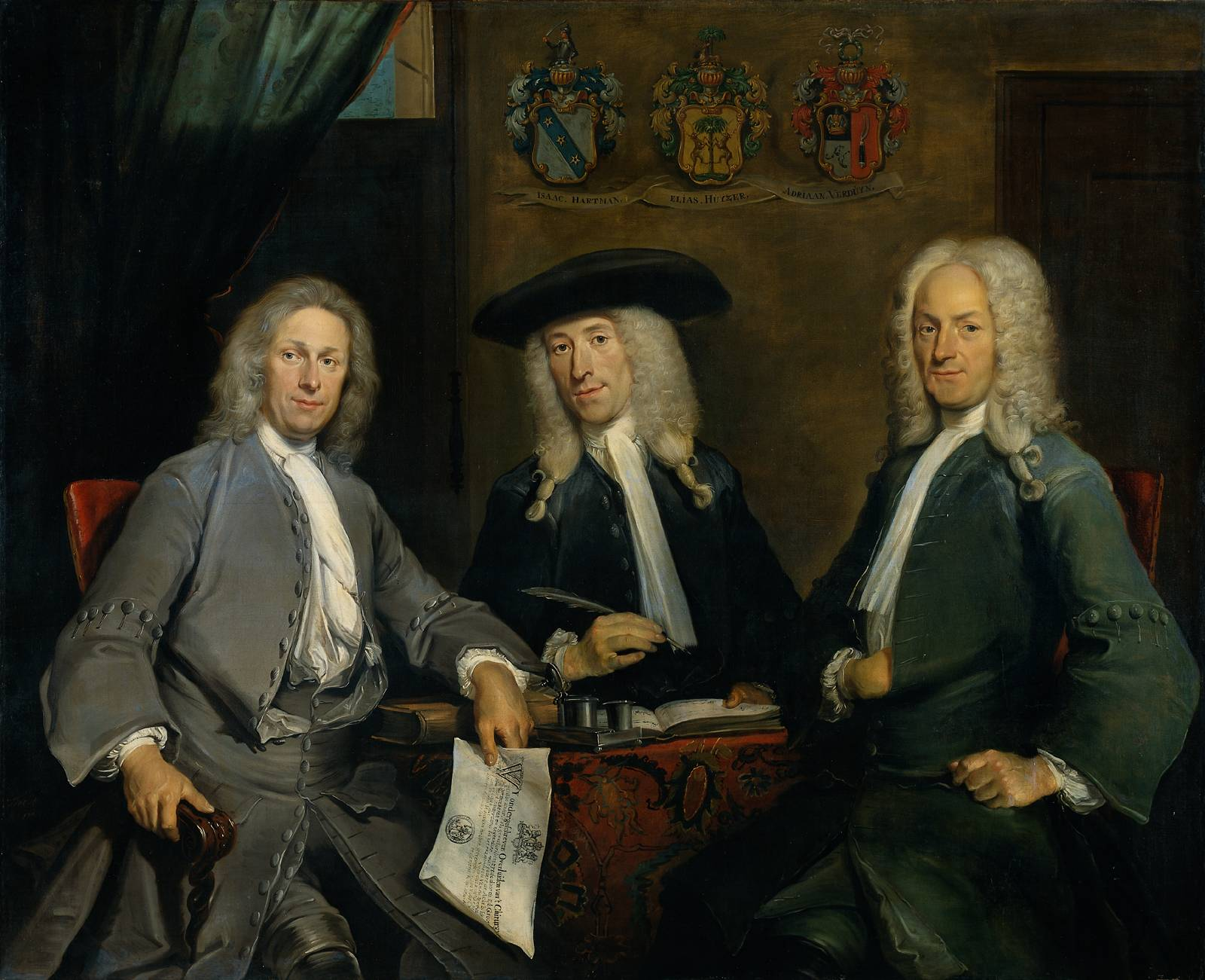
Drie overlieden van het Chirurgijnsgilde door Cornelis Troost met links Isaac Hendricksz Hartman (1632-1684) en het Hartman wapen linksachter op de muur

 Het wapen is afgebeeld op het regentenstuk van Cornelis Troost, waarop chirurgijn Isaac Hendricksz Hartman (1632-1684) links is geportretteerd en diens wapen linksboven aan de muur hangt.

## Vroege geschiedenis
Bij de inschrijving van Johannes Hartmanni in het album studiosorum van de Leidse Universiteit op 26 juli 1581 staat vermeld dat deze uit 
Sittard kwam. Een zoon van bovengenoemde Johannes Hartmanni was Henricus Hartmanni (1584-1648). Diens eerste huwelijk was met Josyntjen Sinays in 1609 en het tweede huwelijk met Aeltgen Geurten in 1618. Uit het tweede huwelijk werd in 1632 Isaac Hendrickszoon geboren. Deze was chirurgijn en overman van het Chirurgijnsgilde in Amsterdam. Deze tak is tegen het einde der 18e eeuw uitgestorven. Een beschrijving van de tak die voortkomt uit Hartmanus Hartman (1591-1659), een andere zoon van Johannes Hartmanni, volgt hieronder.

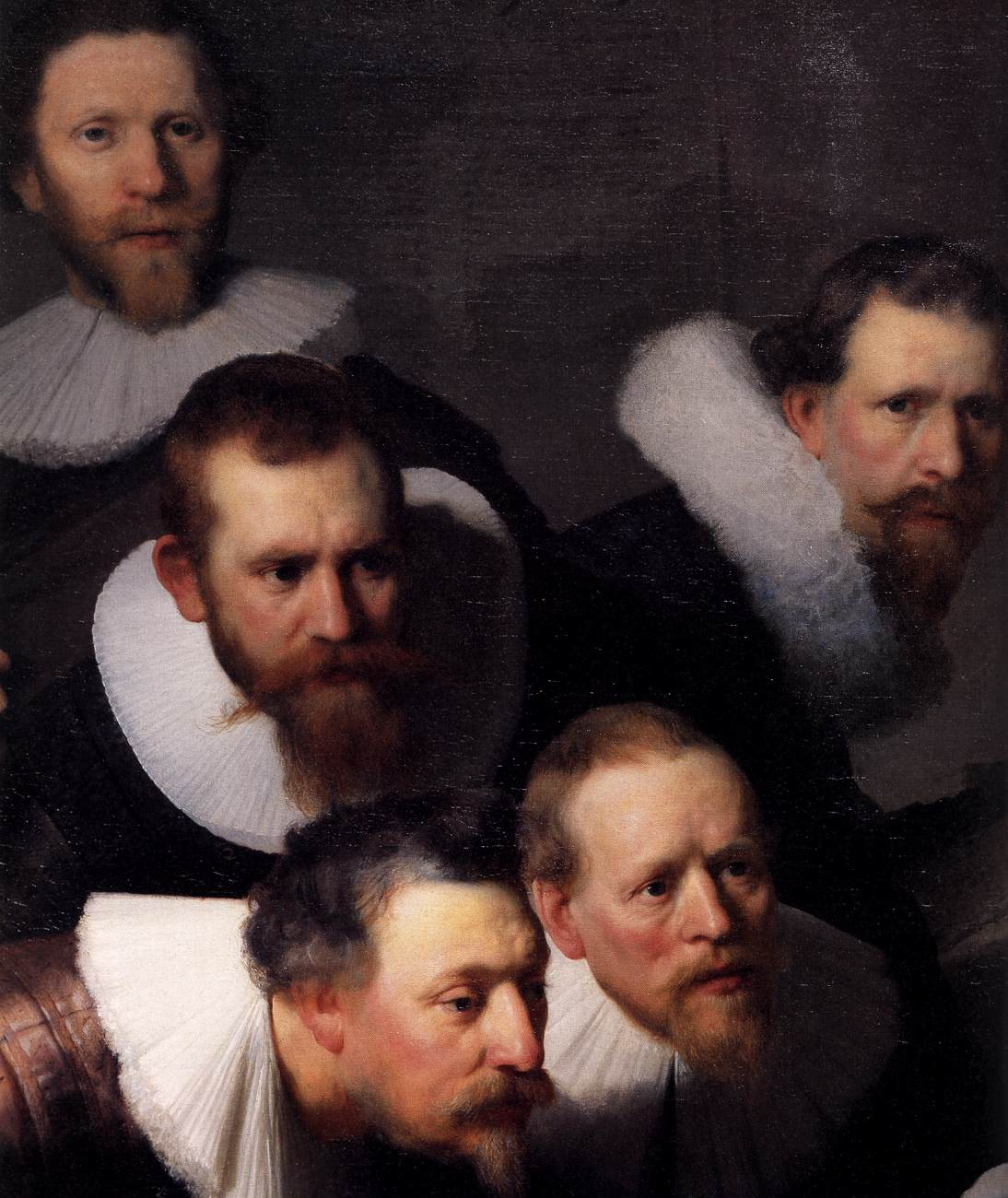
Detail uit "De Anatomische les" van Dr. Nicolaes Tulp door Rembrandt van Rijn met rechtsboven Hartmanus Hartman (1591-1639)

Op het schilderij De anatomische les van Dr. Nicolaes Tulp van 1632 door Rembrandt van Rijn (1606 - 1669) staat chirurg Hartmanus Hartman (1591-1639) afgebeeld links naast Dr. Tulp (bovenste rij, derde van links). Zijn zoon Hartmanus (1659-1727) was doctor in de medicijnen en was getrouwd met Elisabeth Kemp, oomzegger van Rombout Kemp, een van de twee sergeanten afgebeeld op Rembrandt van Rijn’s schilderij De Nachtwacht.

## Vanaf de 18e eeuw
In de 18e en 19e eeuw waren Hartman telgen actief in diverse bestuursfuncties bij de W.I.C. en V.O.C. en in diverse functies in de advocatuur en rechtsgeleerdheid. Charles Anthony Hartman (1747-1821) was lid van het Comité tot de Zaken van de Koloniën en Bezittingen op de kust van Guinea en in Amerika, procureur-generaal van de Raad van de Amerikaanse Bezittingen en Etablissementen en substituut-griffier van de Hoge Raad van Holland en Zeeland. Deze was getrouwd met Catharina Maria de Kempenaer, dochter van Jacob de Kempenaer, landsadvocaat en burgemeester van Den Haag. Hun zoon Martinus Adrianus Hartman (1805-1876) was Substituut Griffier van de Hoge Raad en trouwde met Cornelia Jacoba Philipse, dochter van Anthoni Willem Philipse, president van de Hoge Raad. Hun zoon Antoni Willem Hartman (1835-1905) was griffier bij de arrondissementsrechtbank in Den Haag en trouwde in 1861 met Anna Jacoba del Campo. Enkele van hun kleinkinderen gingen de naam del Campo Hartman voeren. Hun dochter Wilhelmina Jacoba (1837-1906) trouwde in 1860 met Rudolf Theodoor Bijleveld, advocaat-generaal bij het gerechtshof Den Haag. Hun dochter Maria Adriana Wilhelmina Elisabeth Bijleveld (1861-1938) trouwde met natuurkundige en Nobelprijswinnaar Heike Kamerlingh Onnes (1853-1926). Antoni Willem Hartman (1878-1960), zoon van Charles Marie Antoine Hartman (1834-1917) en Wibbina de Balbian van Doorn (1839-1923) was landsadvocaat in Semarang, Indonesië en trouwde in 1902 met Cornelie Marie Engelbrecht (1879-1950). Hun drie kinderen waren kunstschilder Wibbo (Wiek) Hartman (1903-2003), kunstschilderes Juus Hartman (1905-1979) - tevens moeder van choreograaf Toer van Schayk - en Cornelia Marie Hartman (1909-1997) die in 1933 trouwde met Carel Henrik Telders vicepresident in de Hoge Raad. Antoni Willems broer Elisa Cornelis Unico (Eddy of Lies) Hartman (1882-1956) trouwde in 1907 met Anna Catharina Adriana Maas Geesteranus, was civiel ingenieur bij de Nederlands-Indische Spoorweg Maatschappij en werd vernoemd naar Elisa Cornelis Unico van Doorn, de broer van zijn grootvader Cornelis Govert de Balbian van Doorn.
Geslachten die opgenomen zijn in het sinds 1910 verschijnende genealogische naslagwerk Nederland's Patriciaat. Lijst volgens opgave van het CBG Centrum voor familiegeschiedenis.
A · B · C · D · E · F · G · H · I · J · K · L · M · N · O · P · Q · R · S · T · U · V · W · Y · Z